# Octadecansäurebutylester
Octadecansäurebutylester ist eine chemische Verbindung aus der Gruppe der Fettsäureester.

## Gewinnung und Darstellung
Octadecansäurebutylester kann durch Reaktion von Silberstearat und 1-Iodbutan oder Stearinsäure und 1-Butanol sowie durch Umesterung von Tristearin mit n-Butanol gewonnen werden.

## Eigenschaften
Octadecansäurebutylester ist eine brennbare, schwer entzündbare, gelbliche Flüssigkeit, die praktisch unlöslich in Wasser ist.

## Verwendung
Octadecansäurebutylester wird als Lösungsmittel, Schmiermittel, Weichmacher in der Kunststoff-, Kosmetik-, Textil-, Kautschuk-, Lack- und Papier-Industrie und bei der Herstellung von Aluminiumfolien als Gleitmittel verwendet.